# 盧卡·多托
盧卡·多托（義大利語：Luca Dotto；1990年4月18日—）是一位意大利游泳運動員，擅長短距離自由泳。他曾代表意大利參加了奧運會和世界游泳錦標賽等比賽，在世界長池錦標賽、世界短池錦標賽、歐洲長池錦標賽和歐洲短池錦標賽獲得多枚獎牌。